# مرکز الفیصلیه
مرکز الفیصلیه (عربی: برج الفيصلية) ساختمان مسکونی تجاری ۴۴ طبقه مستقر در شهر ریاض، عربستان سعودی است، که در سال ۲۰۰۰ احداث گردید.